# Przylądek Świętego Wincentego

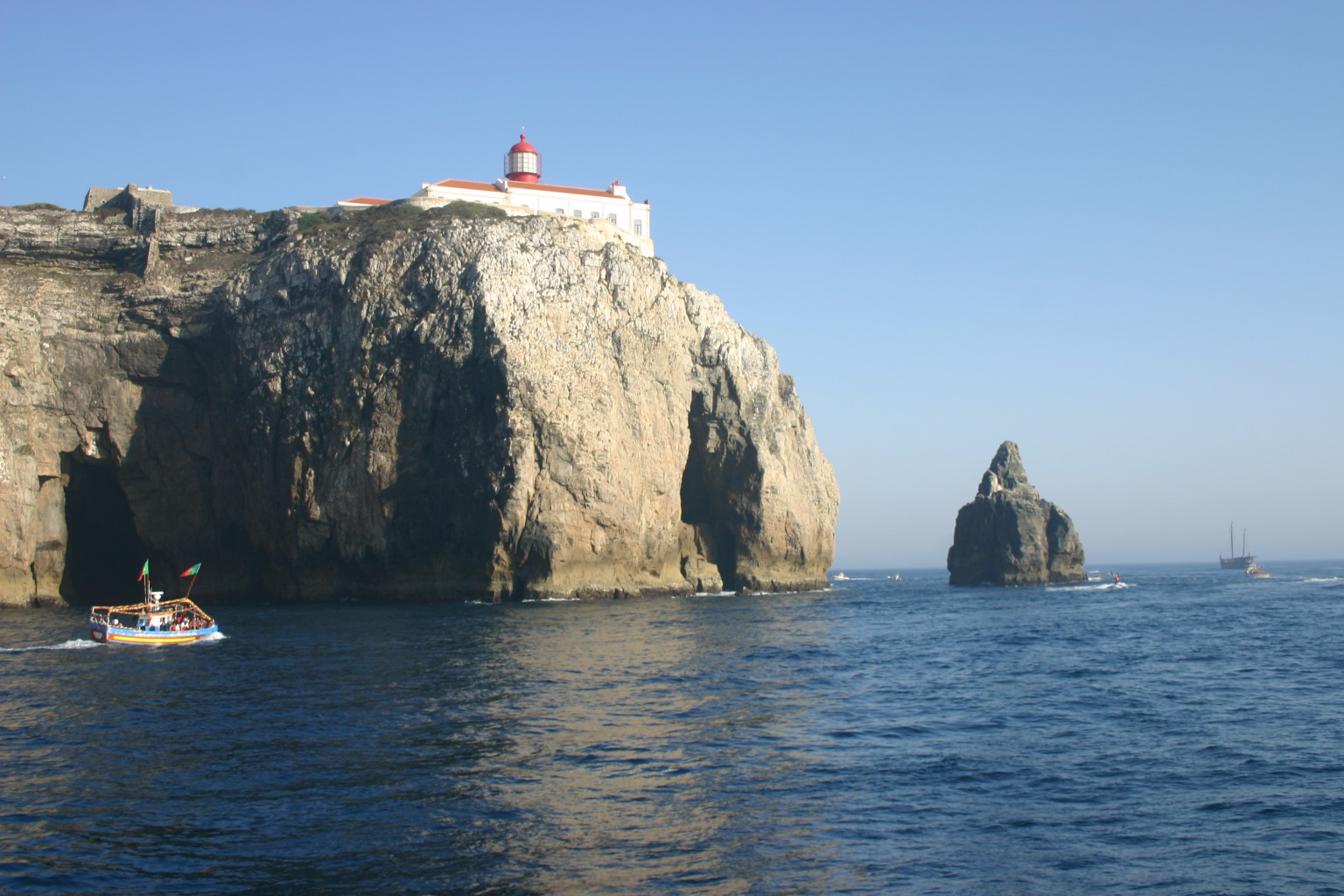
Latarnia morska na Przylądku Św. Wincentego – widok od strony zachodniej.

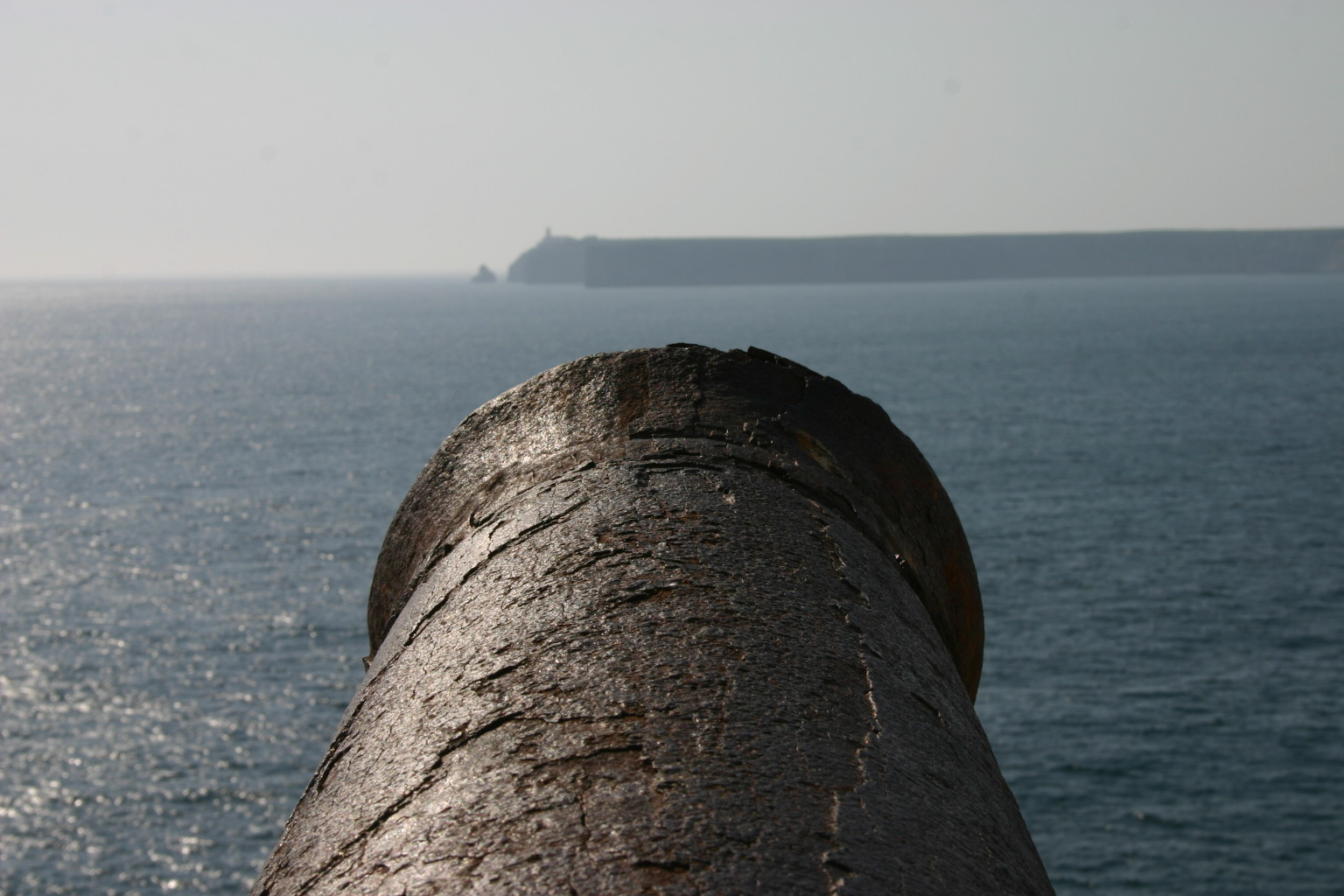
Przylądek widziany z murów cytadeli w Sagres.

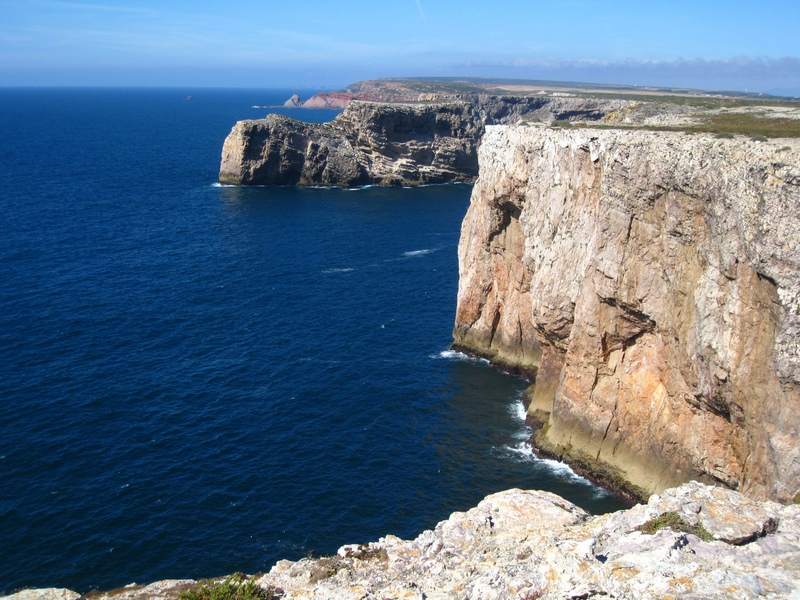
Widok z przylądka Św. Wincenta na zachodnie wybrzeże Portugalii

Przylądek Świętego Wincentego (port. Cabo de São Vicente) – przylądek, najbardziej na południowy zachód wysunięta część Europy kontynentalnej. Leży w prowincji Algarve w Portugalii, 6 km od wsi Sagres. Stoi na nim latarnia morska, w pobliżu znajdują się twierdze Beliche i Sagres. W średniowieczu miejsce to uznawano za koniec znanego Europejczykom świata. Nazwa przylądka wywodzi się od św. Wincentego z Saragossy. W czasach przedchrześcijańskich, gdy tereny te obejmowało Imperium Rzymskie, półwysep ten był nazywany Świętym Przylądkiem (łac. Promontorium Sacrum) dla uczczenia ostatniego miejsca, skąd widać było zachodzące słońce. Natomiast w marynarskim i żeglarskim żargonie zyskał on sobie przydomek „Przylądka Ciepłych Gaci” jako miejsce w którym płynąc z Europy przechodziło się ze strefy chłodniejszej do cieplejszej. 
Miejsce to było świadkiem kilku słynnych bitew morskich: 
- 3 października 1527 sześć galeonów baskijskich otoczyło i zdobyło korsarski galeon Juana Florina, którego następnie ścięto z rozkazu cesarza
- W 1693 roku, w czasie wojny dziewięcioletniej (1688–1697) pomiędzy Ligą Augsburską a Francją, francuska flota admirała de Tourville rozbiła brytyjski konwój pod dowództwem admirała George'a Rooke'a.
- bitwa 16 stycznia 1780 – flota brytyjska pod rozkazami admirała George'a Rodneya zwyciężyła eskadrę hiszpańską pod dowództwem admirała Don Juana de Lángara, w trakcie walk z Hiszpanami o Gibraltar; bitwa ta nazwana została „bitwą przy świetle księżyca” (ang. Moonlight Battle), ponieważ rozpoczęła się ok. 4. w nocy, gdy okręty Rodneya doścignęły Hiszpanów na wysokości przylądka.
- bitwa 14 lutego 1797 – flota brytyjska pod dowództwem admirałów Johna Jervisa i Williama Parkera oraz komandora Horatio Nelsona zwyciężyła dwukrotnie liczniejszą flotę hiszpańską pod dowództwem generała José de Cordóby w trakcie rewolucji francuskiej. Po tym zwycięstwie Nelson otrzymał promocję admiralską.
- bitwa 5 lipca 1833, w trakcie wojny domowej (1828–1834) w Portugalii, eskadra portugalsko-brytyjska pod dowództwem generała Charlesa Napiera, po wysadzeniu posiłków dla wojsk walczących po stronie prawowitej królowej Marii II, zaatakowała ponad dwukrotnie silniejszą (176 dział wobec 372 dział) eskadrę walczącą po stronie uzurpatora tronu portugalskiego, Miguela. W obliczu przewagi wroga, Napier zdecydował się na abordaż i zwyciężył.